# Carl Henrik Tranchell (1753–1822)
Carl Henrik Tranchell, född 7 augusti 1753 i Romelanda, död den 25 augusti 1822 på Norra Burgården i Göteborg, var en svensk handelsman och sekreterare för Ostindiska kompaniet.

## Biografi
Tranchell var son till kyrkoherden i Romelanda socken Per Tranchell och dennes hustru Brita Maria Ring. 1775 arbetade han som kanslist vid Ostindiska kompaniet i Göteborg och han blev 1783 invald som frimurare i frimurarsamhället i staden. Han fortsatte därefter sin karriär och blev sekreterare i kompaniet under den fjärde oktrojen 1786-1806. Under början av 1800-talet gick kompaniet allt sämre och Tranchell deltog därför även i avvecklingen av oktrojen, och han slutade sin anställning juni 1809. Slutligen blev han direktör vid Diskontkontoret i Göteborg.
Vid sin död 1822 var Tranchell en förmögen man, med tillgångar på över 27 000 riksdaler banco, vilket efter skuldernas återbetalande utgjorde en behållning av 9 578 riksdaler banco. Enbart landeriet Norra Burgården värderades till 7 100 riksdaler.

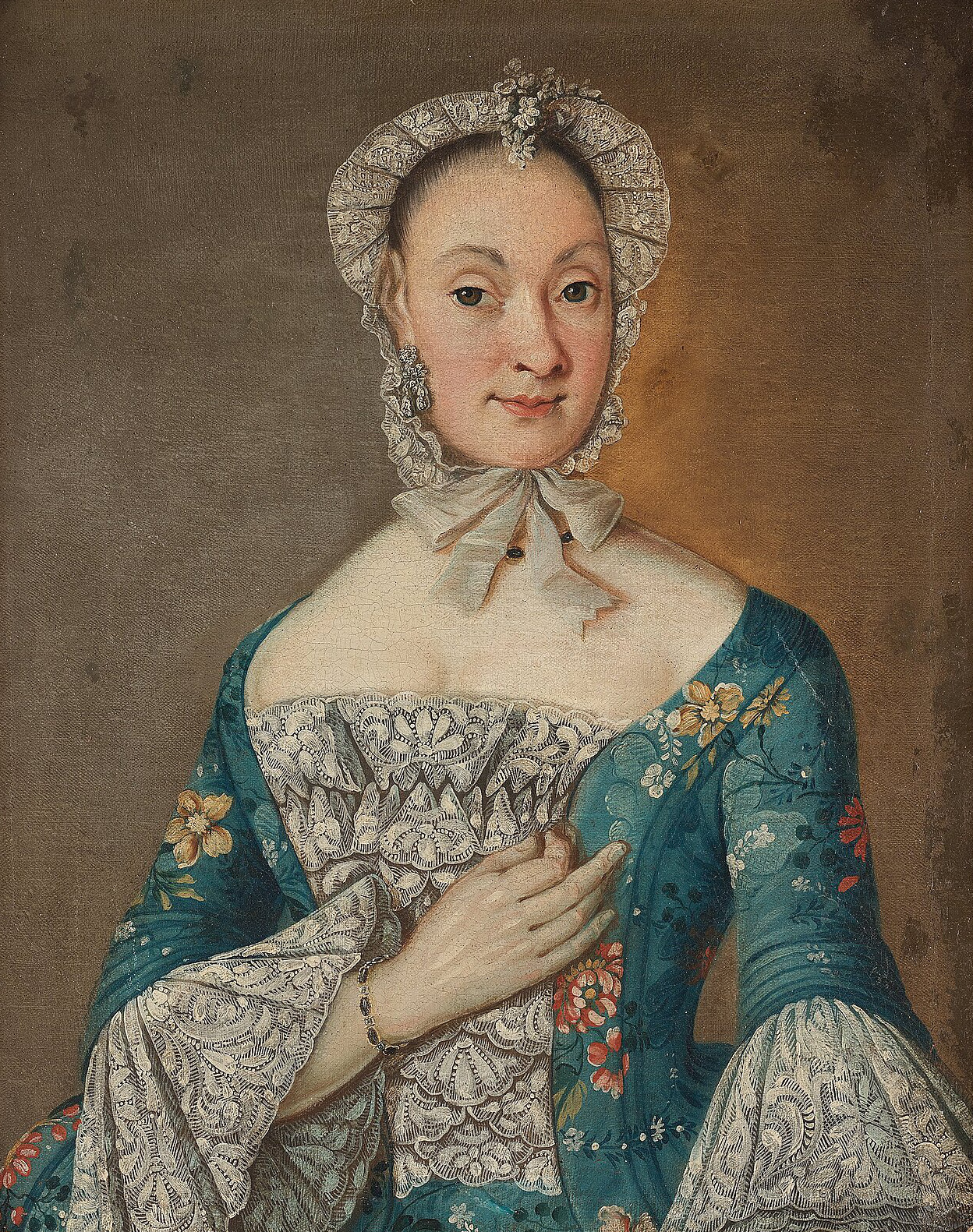
Tranchells hustru Brita Maria Hasselroth avporträtterad på 1770-talet av Jonas Dürchs.